# Полигонометрия
Полигонометрията е метод за определяне на взаимното положение на последователно определени точки от земната повърхност за построяване на опорни геодезични мрежи. Осьществява се чрез измерване на дължините на полигонометричните страни (прави линии, свързващи точките) и на хоризонталните ъгли между тях. Заменя или допълва по-нисши класове от триангулацията. Полигоните започват и завършват в предварително определени по координати и височина триангулачни точки или други геодезически прецизно определени опорни точки. Намира приложение при извършване на геодезически снимки на земната повърхност - мензулна, тахиметрична снимка и такива необходими за картиране на населени места или проучвания за проектиране и строителство.
Полигонометрията се използва за увеличаване на прецизно определени координати и височини на точки от земната повърхност, като с това се създава опорна геодезическа снимачна основа. С прецизните си измервания, изчисления и точност, както и с трайното стабилизиране на полигоновите точки, полигонометрията се отличава от работните полигони, използвани за непосредствено геодезическо заснемане на терена. Полигоновите ходове и страни са по-дълги, ъгловите измервания и тези на дължините се извършват с висока точност, а изравняването се провежда по метода на най-малките квадрати. В този смисъл не може да се поставя строга граница между полигонометрията със създаваните геодезически полигони или работните теодолитни или мензулни полигони при картиране и създаване на топографски планове и карти. Дейностите и използваните инструменти са еднакви, различието е в критериите за точност и обработката на данните от измерванията.

## История
Полигонометрията е значителна част от работата на шведския астроном, математик и физик Anders Johan Lexell (1740-1784) работил в Русия и известен там с името Андрей Иванович Лексел. Като използва тригонометричния подход и разработките на Ойлер в тригонометрията, Лексел представя общ метод за решаване на праволинейни полигони, като в две статии разглежда две основни задачи. Пьрвата задача е определяне на полигон чрез своите страни и ъгли и с две основни формули като N уравнения, които позволяват решаване на полигон с N страни. Втората задача е решаването на полигон с диагоналите и ьглите между диагоналите и страните.
Продьлжител на тригонометричния метод е швейцарския математик L`Huilier. И Lexell и L`Huilier с теоретичните си разработки са довели до вьзможността за практическо приложение на полигонометрията в геодезията.